# 十川駅 (青森県)
十川駅（とがわえき）は青森県五所川原市漆川にある津軽鉄道線の駅。2024年6月1日より副駅名称を鉄道芸人 太田トラベルとなる。

## 歴史

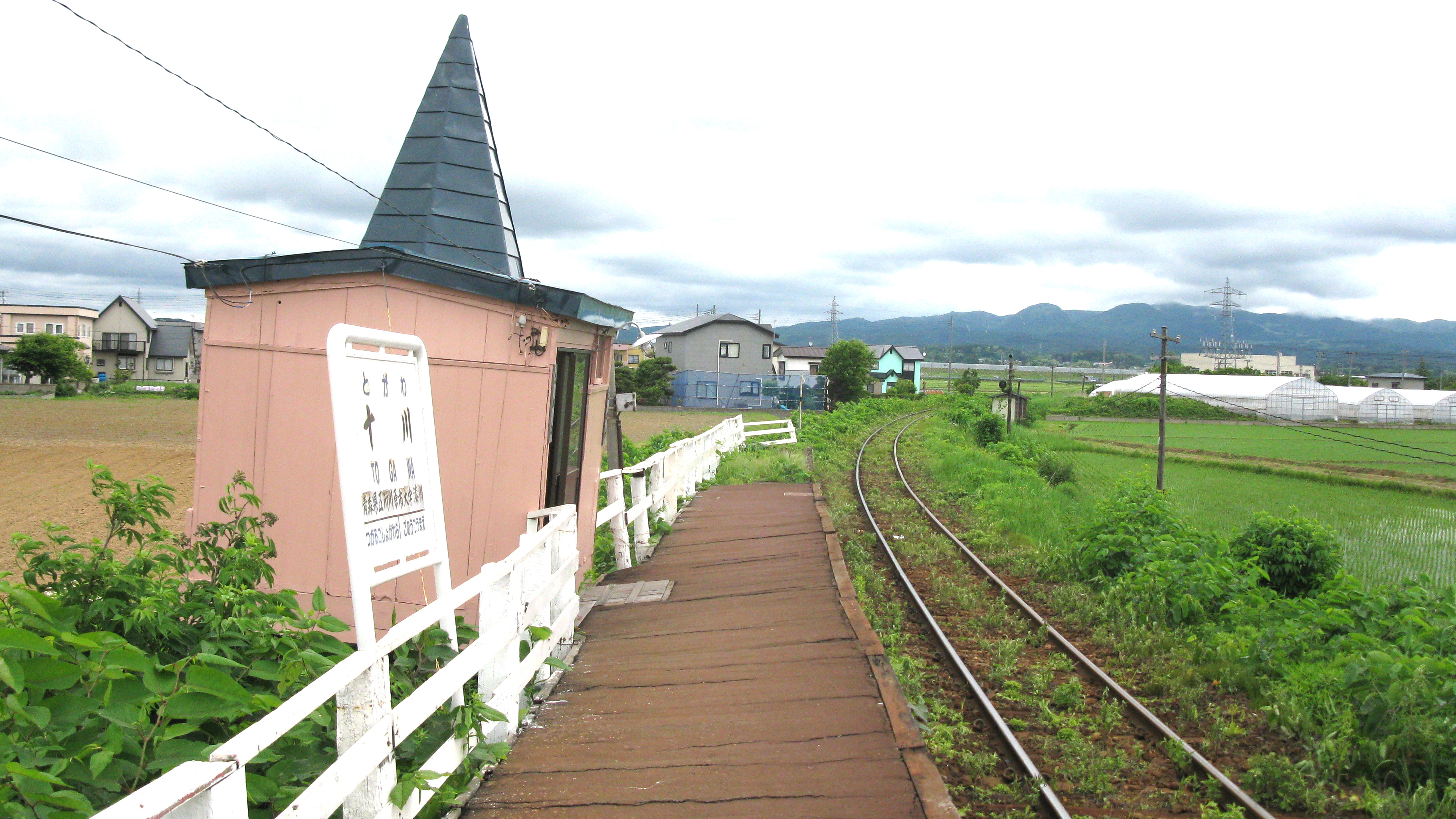
ホームと駅舎（2011年6月、整備前）

- 1961年（昭和36年）4月25日：開業。
- 2024年（令和6年）6月1日：副駅名ネーミングライツ事業にて鉄道系お笑い芸人・太田トラベルが個人でネーミングライツパートナーになり、当駅の副駅名称が「鉄道芸人 太田トラベル」となる[1]。

## 駅構造
単式ホーム1面1線の地上駅。無人駅である。かつてはホームや駅舎が内側に傾いていたが、2015年頃に整備が行われ、その問題は解消した。

## 利用状況
| 1日乗降人員推移 | 1日乗降人員推移 |
| 年度            | 1日平均人数     |
| --------------- | --------------- |
| 2011年          | 12              |
| 2012年          | 11              |
| 2013年          | 9               |
| 2014年          | 9               |
| 2015年          | 9               |

## 駅周辺
- 富士電機津軽セミコンダクタ
- ロイヤル温泉旅館（日帰り入浴も可）

## バス路線
- 弘南バス
  - 商店街循環バス｢ELM - 若葉環状線｣

## 隣の駅
津軽鉄道
■津軽鉄道線
津軽五所川原駅 - 十川駅 - 五農校前駅